# Robert de Ferrers, 2. Earl of Derby

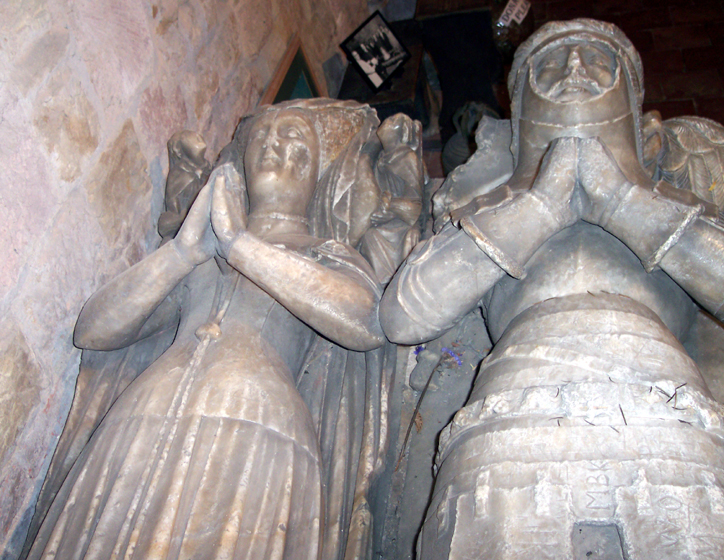
Das Grabdenkmal von Robert de Ferrers, 2. Earl of Derby und seiner Frau Margaret Peverel in der ehemaligen Abteikirche von Merevale

Robert de Ferrers, 2. Earl of Derby (auch Robert II de Ferrers) († 1159) war ein anglonormannischer Magnat.

## Herkunft und Heirat
Robert de Ferrers entstammte der anglonormannischen Familie Ferrers. Er war der älteste überlebende Sohn von Robert de Ferrers, 1. Earl of Derby, die Herkunft seiner Mutter ist dabei nicht zweifelsfrei geklärt, sie war möglicherweise die aus der Bretagne stammende Hawise. Nach dem Tod seines Vaters 1139 erbte Robert dessen Titel Earl of Derby und die umfangreichen Besitzungen der Familie, die vor allem in Derbyshire und den angrenzenden Midlands lagen. Zwischen 1120 und 1135 hatte Robert Margaret (auch Maud) Peverel, eine Tochter von William Peverel geheiratet. Die Familie Peverel hatte das erbliche Amt des Kommandanten von Nottingham Castle inne und war traditionell eng mit der Familie Ferrers verbunden.

## Leben
Im Gegensatz zu seinem Vater, der ein wichtiger Unterstützer von König Stephan von Blois gewesen war, spielte Ferrers in dem Thronfolgekrieg, der sogenannten Anarchie, keine größere Rolle, sondern verhielt sich abwartend. Als sein Schwiegervater William Peverel in der Schlacht von Lincoln 1141 in die Gefangenschaft der Anhänger der Kaiserin Matilda geriet, übernahm Ferrers vermutlich die Kontrolle über Teile von Nottinghamshire. 1153 wurde er jedoch von Stephans Gegner Heinrich Plantagenet in seinem Hauptsitz Tutbury Castle belagert. Nachdem er sich ergeben hatte, musste er die Seiten wechseln und Heinrichs Thronanspruch unterstützen. Seine Frau war um diese Zeit, nachdem ihre Brüder frühzeitig gestorben waren, die Erbin ihres Vaters, der weiterhin ein Unterstützer von König Stephan war. Als Heinrich Plantagenet Peverels Nottingham und Peverels Besitzungen besetzte, beschlagnahmte er diese und enthielt Ferrers das Erbe seiner Frau vor.
Von Ferrers weiteren Leben ist vor allem seine anscheinende Frömmigkeit und seine Großzügigkeit gegenüber der Kirche bekannt. Er förderte Breedon Priory in Leicestershire, doch vor allem gründete er 1148 Merevale Abbey in Warwickshire und 1154 Darley Abbey. Dazu unternahm er eine Pilgerreise nach Santiago de Compostela in Spanien.

## Familie und Nachkommen
Mit seiner Frau Margaret de Peverel hatte Ferrers mehrere Kinder, darunter:
- William de Ferrers, 3. Earl of Derby († 1190)
- Matilda (auch Maud) de Ferrers ⚭ Bertram de Verdon

Ferrers und seine Frau wurden in Merevale Abbey begraben, wo ihr Grabdenkmal noch erhalten ist. Sein Erbe wurde sein Sohn William de Ferrers, 3. Earl of Derby.